# Sidi Bouzid Arragragui
Sidi Bouzid Arragragui  (in arabo سيدي بوزيد الركراكي‎?) è un centro abitato e comune rurale del Marocco situato nella provincia di Chichaoua, regione di Marrakech-Safi. Conta una popolazione di 8 971 abitanti (censimento 2014).